# Stefan Borgas

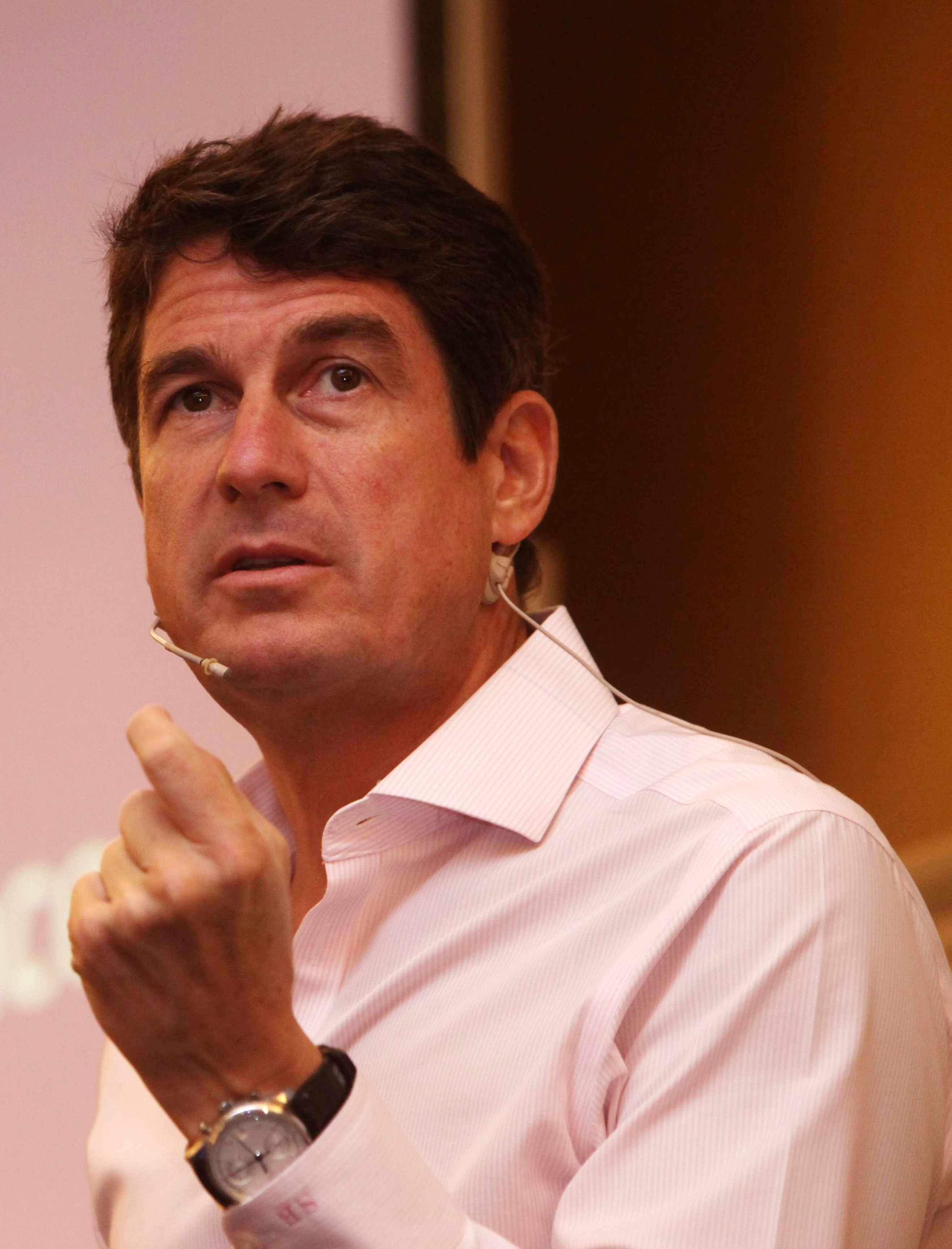
Stefan Borgas, 2014

Stefan Borgas (* 11. September 1964) ist ein deutscher Manager und Vorstandsvorsitzender der RHI Magnesita.

## Werdegang
Stefan Borgas studierte an der Universität des Saarlandes und der Hochschule St. Gallen Betriebswirtschaftslehre. Das Studium schloss er mit dem schweizerischen Lizenziat Lic. Oec. (HSG) ab.
Von 1990 bis 2004 bekleidete Borgas verschiedene Positionen beim Chemiekonzern BASF. In dieser Zeit lebte er in Europa, in den USA und in China. Ab 2002 als Vice President die Business Unit „Fine Chemicals“
Von 2004 bis 2012 war Borgas Vorstandsvorsitzender der Lonza AG. Er war maßgebliche für die Neuausrichtung des Chemiekonzerns hin zu einem Life-Science-Konzern verantwortlich. Mit der strategischen Neuausrichtung gingen einige Zukäufe im Bereich Feed/Food und Nutrition einher. Darunter auch die Übernahme von Arch Chemicals, einem Unternehmen, welches zu diesem Zeitpunkt mit 3000 Mitarbeitern einen Umsatz vom rund 1,2 Milliarden Dollar hatte, für einen Kaufpreis von USD 1,4 Mrd. Im Januar 2012 trennte sich Lonza von Stefan Borgas, nachdem der Reingewinn sich für 2011 fast halbierte und Borgas die Erwartungen nicht erfüllte. Auch brachte Borgas das bis dato nur in der Schweiz gelistete Unternehmen an die Shanghai Stock Exchange. Nach seinem Abgang als Vorstandsvorsitzender bei der Lonza AG entfachte sich an Borgas Abgangsentschädigung eine öffentliche Diskussion um Managergehälter, zu der auch Stefan Borgas öffentlich Stellung nahm. Die öffentliche Diskussion wurde so hitzig geführt, dass die schweizerische Tageswoche einen Vergleich mit der „chinesischen Kulturrevolution, der Hexenverfolgung“ und dem „Terrorregimes nach der Französischen Revolution“ zog. Grund für die emotionale Aufladung war der laufende Wahlkampf um die eidgenössische Volksinitiative «1:12 – Für gerechte Löhne», die sich zu dieser Zeit in der Sammelphase befand.
Von 2012 bis 2016 war Stefan Borgas Vorstandsvorsitzender von Israel Chemicals Ltd. (ICL). In Israel, wo ausländische Unternehmensführer eine seltene Ausnahme sind, war die Berufung gerade eines Deutschen zum CEO und Präsidenten des zweitgrößten Industrieunternehmens des Landes ein Novum. Unter Borgas durchlief der Konzern größere Veränderungen, so wurden Randaktivitäten abgestoßen und der Bereich Food Additives durch Zukäufe ausgeweitet. Daneben wurde neben dem Börsenlisting in Tel Aviv ein zweites an der New York Stock Exchange erreicht. Nachdem zu Beginn des Jahres 2016 bekannt wurde, dass Stefan Borgas als Nachfolger des ausgeschiedenen Vorstandsvorsitzenden der Syngenta im Gespräch war, was auch von ihm bestätigt wurde, verabschiedete er sich Ende 2016 mit der Begründung wieder nach Europa zurückkehren zu wollen. Sein Weggang von ICL wurde begleitet durch den Vorwurf einer sexuellen Belästigung, was nach Borgas eigener Aussage aber lediglich ein Kuss auf die Wange einer Mitarbeiterin an deren letzten Arbeitstag war.
Seit 1. Dezember 2016 hat Stefan Borgas den Vorsitz der RHI Magnesita inne (bis zur Fusion 2017 mit dem brasilianischen Unternehmen Magnesita firmierte das Unternehmen unter RHI AG).
Seit 2009 gehört Stefan Borgas dem Verwaltungsrat der Syngenta an. Informierten Kreisen zufolge habe Borgas die Übernahme von Syngenta durch ChemChina vermittelt.
Borgas ist Vater von vier Kindern.

## Positionen
In der Diskussion um Managergehälter bezieht Borgas klare Position und sagt, dass ein Gehalt von unter 1 Million CHF „absolut zu tief“ sein und ein Lohn von 20 Millionen CHF zu hoch.

## Ehrenamtliches Engagement
Von 2006 bis 2013 war Stefan Borgas Vorstandsmitglied der Schweizerischen Management Gesellschaft (SMG), einer Vereinigung, die sich dem Ziel der Leadership Excellence in der Unternehmensentwicklung verschrieben hat.
Im November 2014 wurde Borgas in den Vorstand der Deutsch-Israelischen Handelskammer gewählt und ist ebenso im Vorstand der International Fertilizer Association (IFA) vertreten.